# Popis sicilskih kraljica
Ovo je popis kraljica Sicilije. Neki su kraljevi imali više supruga. Prve tri žene na popisu nisu bile kraljice, već grofice.
Kraljica Konstanca bila je vladarica Sicilije, a ne samo kraljica supruga.
| Slika                            | Ime                                           | Suprug                                  |
| -------------------------------- | --------------------------------------------- | --------------------------------------- |
| Judita                           | Judita d'Évreux                               | Roger I.                                |
|                                  | Eremburga Mortainska                          | Roger I.                                |
| Adelajda                         | Adelajda del Vasto                            | Roger I.                                |
|                                  | Elvira Kastiljska, kraljica Sicilije          | Roger II.                               |
| Sibila s krunom                  | Sibila Burgundijska                           | Roger II.                               |
| Beatris drži kćer Konstancu      | Beatrica Rethelska                            | Roger II.                               |
|                                  | Konstanca Sicilska                            | Henrik VI., car Svetog Rimskog Carstva  |
| Margaretin sarkofag              | Margareta Navarska                            | Vilim I. Sicilski                       |
| Ivanin pečat                     | Ivana Engleska                                | Vilim II. Sicilski                      |
| Sibilina glava                   | Sibila Acerrska                               | Tankred                                 |
| Irenin kip                       | Irena Anđelina                                | Rogerije III. Sicilski                  |
| Konstanca na prijestolju         | Konstanca Aragonska                           | Fridrik II., car Svetog Rimskog Carstva |
| Izabela sa svećenikom            | Izabela II. Jeruzalemska                      | Fridrik II., car Svetog Rimskog Carstva |
| Izabela na obiteljskom stablu    | Izabela Engleska                              | Fridrik II., car Svetog Rimskog Carstva |
|                                  | Blanka Lancija                                | Fridrik II., car Svetog Rimskog Carstva |
| Elizabetin pečat                 | Elizabeta Bavarska                            | Konrad IV., rimsko-njemački kralj       |
|                                  | Helena Anđelina                               | Manfred                                 |
| Beatris s krunom                 | Beatris Provanska                             | Karlo I. Napuljski                      |
| Margareta sa žezlom              | Margareta Burgundijska                        | Karlo I. Napuljski                      |
| Konstanca s krunom               | Konstanca Sicilska                            | Petar III. Aragonski                    |
|                                  | Izabela Sicilska                              | Jakov II. Aragonski                     |
|                                  | Blanka Napuljska                              | Jakov II. Aragonski                     |
|                                  | Marija Aragonska                              | Jakov II. Aragonski                     |
| Elisendin sarkofag               | Elisenda                                      | Jakov II. Aragonski                     |
|                                  | Eleonora Napuljska                            | Fridrik III. Sicilski                   |
|                                  | Elizabeta Koruška, kraljica Sicilije          | Petar II., kralj Sicilije               |
|                                  | Konstanca Sicilska                            | Fridrik III. Jednostavni                |
|                                  | Antonija Sicilska                             | Fridrik III. Jednostavni                |
|                                  | Blanka I. Navarska                            | Martin I. Sicilski                      |
|                                  | Margareta Sicilska                            | Martin Aragonski                        |
| Sarkofazi Eleonore i njenog muža | Eleonora od Alburquerquea                     | Ferdinand I. Aragonski                  |
| Marijin pečat                    | Marija Kastiljska                             | Alfons V. Aragonski                     |
| Ivanin pečat                     | Ivana Enríquez                                | Ivan II. Aragonski                      |
| Izabelin kip                     | Izabela I. Kastiljska                         | Ferdinand II. Aragonski                 |
| Germana u prelijepoj haljini     | Germana od Foixa                              | Ferdinand II. Aragonski                 |
| Izabelin portret                 | Izabela Portugalska                           | Karlo V., car Svetog Rimskog Carstva    |
| Marija Tudor                     | Marija I. Tudor                               | Filip II., španjolski kralj             |
| Elizabetin portret               | Elizabeta od Valoisa                          | Filip II., španjolski kralj             |
| Anin portret                     | Ana Austrijska                                | Filip II., španjolski kralj             |
| Margaritin portret               | Margarita Austrijska                          | Filip III., španjolski kralj            |
| Elizabetin portret               | Elizabeta Francuska                           | Filip IV., španjolski kralj             |
| Marijana kao redovnica           | Marijana Austrijska                           | Filip IV., španjolski kralj             |
| Marija Alojzija, portret         | Marija Alojzija                               | Karlo II., španjolski kralj             |
| Marija Ana na konju              | Marija Ana od Neuburga                        | Karlo II., španjolski kralj             |
| Marija Alojzija, portret         | Marija Alojzija Savojska                      | Filip V., španjolski kralj              |
| Portret Marije Ane               | Ana Marija d'Orléans                          | Viktor Amadeus II. Sardinijski          |
| Portret Elizabete Kristine       | Elizabeta Kristina od Brunswick-Wolfenbüttela | Karlo VI., car Svetog Rimskog Carstva   |
| Portret Marije Amalije           | Marija Amalija                                | Karlo III., španjolski kralj            |
| Marija Karolina                  | Marija Karolina Austrijska                    | Ferdinand I. od Dviju Sicilija          |